# Отруєння собак
Отруєння собак — спосіб регулювання чисельності собак, який використовується державними органами та ветеринарними службами Австралії, Бангладешу, Єгипту, Індії, Індонезії, Казахстану, М'янми, Нової Зеландії, Пакистану і Палестини. Ефективність цього методу особливо проявила себе на Балі де за 7 років після початку отруєнь популяція цих звірів скоротилася в 3.5 рази — з 600 тис. до 175 тис. особин.
З 2013 року ветеринарні служби Донецької області (Україна) використовують для боротьби з собаками приманки з ізоніазидом (тубазидом, ріміфоном) — протитуберкульозними таблетками, безпечними для людей.